# Тойхусмусел
Тойхусмусел (на датски: Tøjhusmuseet) е музей на военната история и гербове, разположен на Стотсхолмен в централен Копенхаген, Дания.
Помещава се в сградата на арсенала на Кристиан IV Датски, от където взима и името си.

## История
Тойхусет е построен в периода 1593 – 1604 г., като арсенал, част от новото военно пристанище, построено от Кристиан IV. Сградата е с дължина 163 м. разположен по централния пристанищен басейн. Сградата се използва за арсенал до 19 век, но още през 1680 г. в нея са изложени исторически колекции. През 1880 г. сградата изчерпва капацитета си и нова сграда със същата функция е построена в квартал Исланд Бруге. През 1926 г. е създаден настоящият музей в сградата.
Пред Тойхус, с лице към пристанището, е разположена статуя на лъв (Isted Lion), която е заимствана от Германия през 1945 г. след втората световна война.

## Колекция
Колекцията от оръжия в музея е една от най-обширните в света.  В нея се съдържат повече от 8000 саби, пистолети, протектори, картечници и други оръжия и военни атрибути са представени в голямата галерия. В галерията за оръдия са представени повече от 300 оръдия от периода от 16 век до днешни дни.